# Unione Socialista Araba Libica
L'Unione Socialista Araba Libica (in arabo:  الاتحاد الاشتراكي العربي الليبي, Al-Ittiḥād Al-Ištirākī Al-ʿArabī Al-Liby) è stato un partito politico in Libia.

## Storia
Diversi aspetti della rivoluzione socialista libica di Muʿammar Gheddafi erano ispirati dal pensiero del presidente egiziano Gamal Abd el-Nasser; come Nasser, Gheddafi aveva preso il potere con un gruppo di Ufficiali Liberi, che nel 1971, divennero l'Unione Socialista Araba di Libia.
Come la controparte egiziana del partito, l'Unione Socialista Libica era l'unico partito legale fino al 1977, ed era designato allo scopo di integrare l'espressione nazionale libica in un partito.
Bashir Hawady era il segretario generale del partito.  Nel maggio 1972 l'Unione Socialista Libica ed egiziana si unirono in un unico partito.